# John Graves
John C. Graves II (Miami, Florida, 1937) is een Amerikaans autocoureur. In 1977 won hij de 24 uur van Daytona.

## Carrière
Graves is vooral bekend vanwege zijn activiteiten in de enduranceracerij, waarin hij tussen 1973 en 1977 actief was. Hij heeft nooit buiten Noord-Amerika geracet. Hij schreef zich viermaal in voor een race in het World Sportscar Championship; hij reed twee keer in de 6 uur van Watkins Glen en twee keer de 24 uur van Daytona. In 1977 won hij deze laatste race voor het team Ecurie Escargot in een Porsche Carrera RSR. Hij deelde de zege met zijn landgenoten Hurley Haywood en Dave Helmick. Dit is voor zover bekend zijn enige overwinning in de autosport. Daarnaast reed hij twee keer de 12 uur van Sebring, waarin hij in 1975 samen met Helmick en John O'Steen derde werd.